# Brachodes rasa
Brachodes rasa is een vlinder uit de familie Brachodidae. De wetenschappelijke naam van de soort is voor het eerst geldig gepubliceerd in 1877 door Hugo Theodor Christoph.